# Varicus bucca
Varicus bucca is een straalvinnige vissensoort uit de familie van grondels (Gobiidae). De wetenschappelijke naam van de soort is voor het eerst geldig gepubliceerd in 1961 door Robins & Böhlke.